# Ocsori járás

Az Ocseri járás a Permi határterületen

Az Ocsori járás (oroszul Очёрский район) Oroszország egyik járása a Permi határterületen. Székhelye Ocsor.

## Népesség
- 1989-ben 27 013 lakosa volt.
- 2002-ben 25 347 lakosa volt, melynek 96%-a orosz, 1,2%-a udmurt, 0,7%-a komi-permják nemzetiségű.
- 2010-ben 22 828 lakosa volt, melyből 21 628 orosz, 207 udmurt, 136 tatár, 122 komi, 111 ukrán stb.